# Braye-en-Laonnois
Braye-en-Laonnois là một xã ở tỉnh Aisne, vùng Hauts-de-France thuộc miền bắc nước Pháp.